# Им Тонквон
Им Тонквон (кор. 임동권; 1926 — 27 ноября 2012) — южнокорейский фольклорист.
В годы Второй мировой войны учился в Японии. Затем вернулся в Южную Корею и уже в 1954 г. начал вести первый в стране университетский курс фольклора. Преподавал в Университете Чунан и других учебных заведениях, возглавлял Корейское общество фольклористов и Корейское общество народной песни, занимал должность исполнительного директора Фонда сохранения культурных ценностей.
Автор многих научных трудов, первоначально в области корейской народной песни, а затем и в других областях фольклора. Много занимался также сравнительной фольклористикой, особенно сопоставлением корейского и японского фольклорного материала. Некоторые работы написал на японском языке.
В 2005 г. удостоен Фукуокской премии в области азиатской культуры.